# 24/7 Fitness

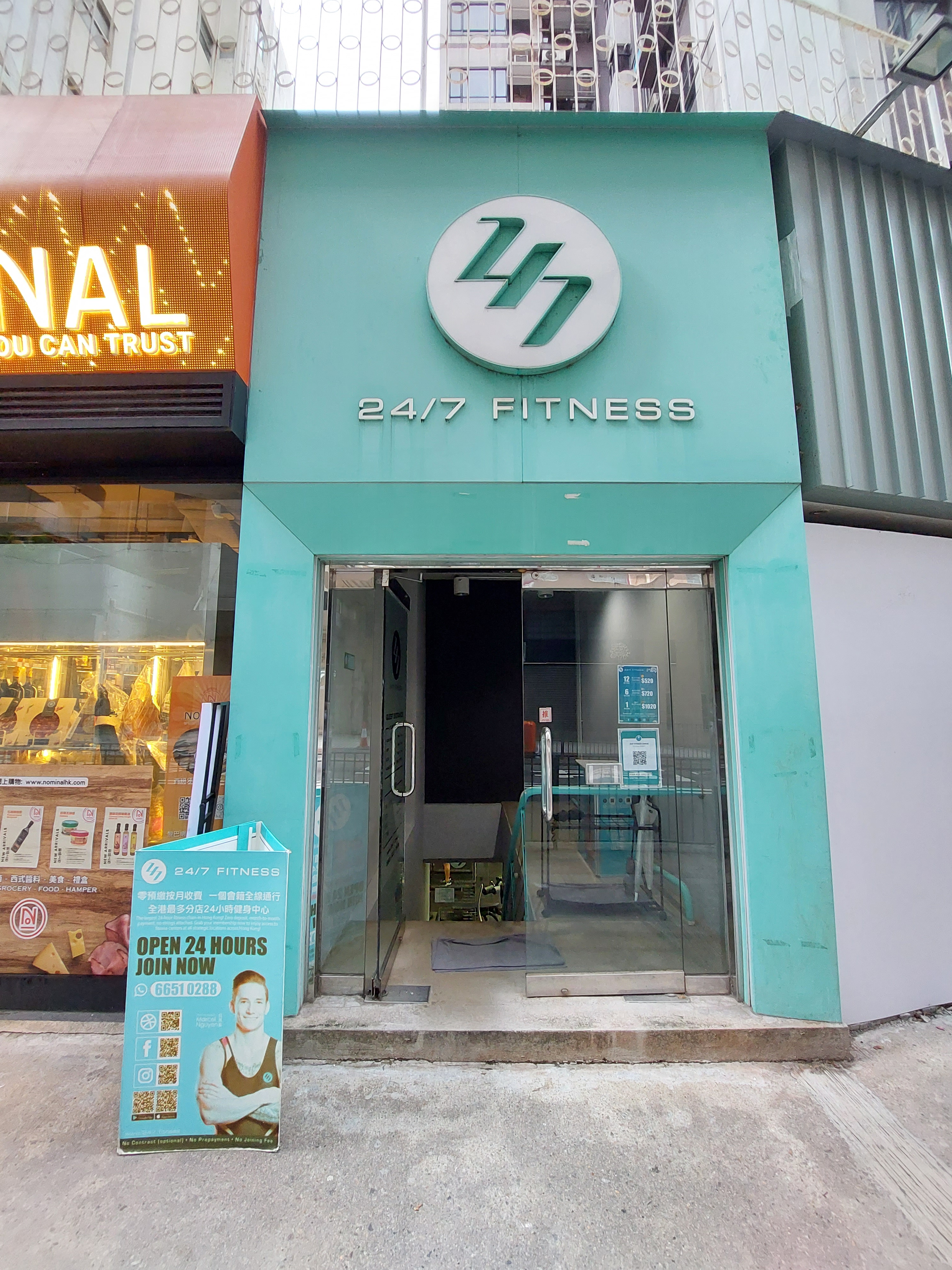
2018年7月，24/7 Fitness於香港中環半山堅道開設首間會所

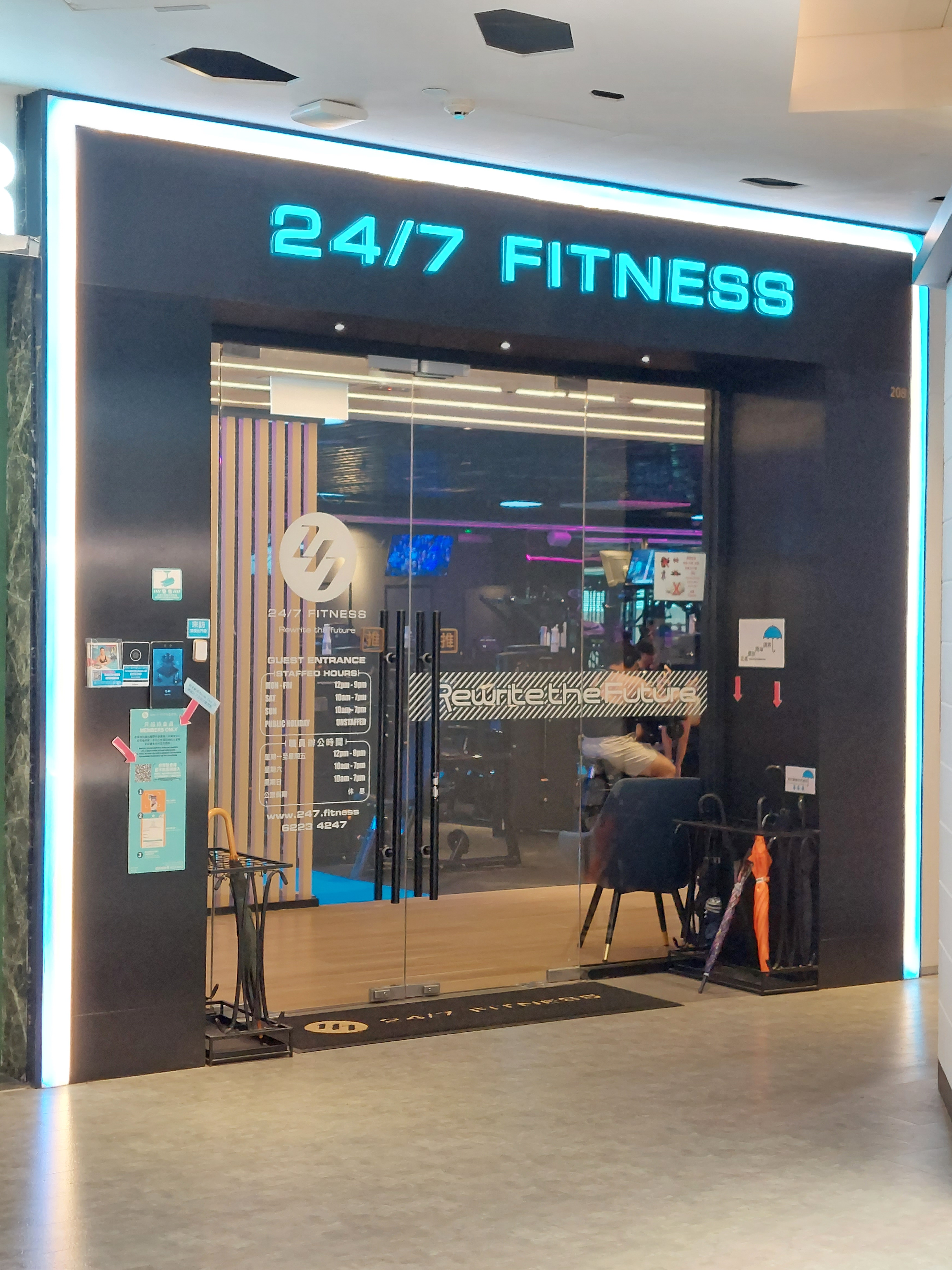
香港第50間24/7 Fitness門店位於尖沙咀K11商場，2022年5月開幕

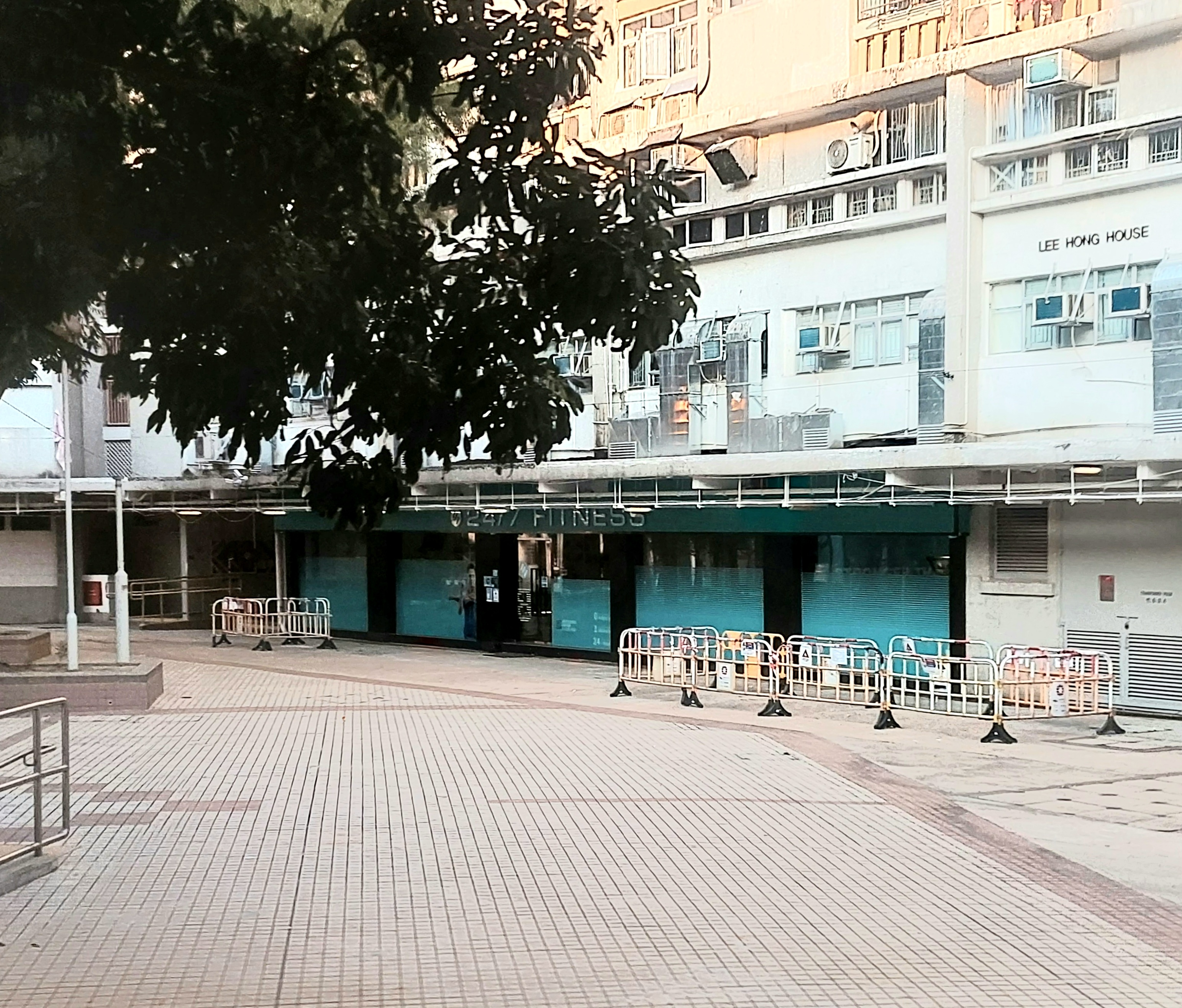
第100間香港24/7 Fitness分店設於順利邨，於2024年9月啟用

24/7 Fitness 是香港首個本土品牌的 24 小時健身中心，於 2018 年由黃靜怡與數位泰拳愛好者共同創立。24/7 也是香港第 5 間設立的 24 小時健身房。
目前，24/7 在香港、澳門、中國內地、台灣及新加坡已開設及籌備中的分店總數分別為 136、2、84、2 和 17 間，約有 20% 會員選擇在凌晨時段健身。24/7 代言人為德國體操奧運銀牌得主阮馬素，並秉持「Rewrite the Future」（改寫未來）的信念。
截至2024年9月，香港會員接近20萬人，每間分店平均擁有1,000至4,000名會員，月純利約1億港元，目標至2025年達到全球 300 間分店。

## 歷史
黃靜怡曾任跨國 IT 企業高級管理層，並創立泰拳館及擔任遵理學校《資訊及通訊科技》科補習導師。2018 年 7 月 16 日，她在中環創立首間 24/7 Fitness，並於同年 9 月開設第二間旺角分店。
24/7 的分店面積相對較小，約 4,000 至 8,000 平方呎，但分店數量多且選址便利，覆蓋全港，繁忙時段（9 點至午夜 12 點）可能需要排隊。至 2022 年 5 月，香港分店已達 50 間，並於 2024 年開設第 100 間健身會所。
除香港外，24/7 亦拓展至澳門、中國內地（中山、珠海、深圳、廈門、廣州）、新加坡及計劃進軍上海、成都及台灣。所有會員可通行全球分店。

## 營運模式
24/7 提供瑜伽、拳擊及泰拳團體班，並提供私人教練課程。所有分店全天 24 小時開放，不受公眾假期、特別節慶及惡劣天氣影響（除非建築物停電、滅蟲或政府停開）。與傳統健身中心不同，儲物櫃為開放式，並有高清閉路電視全天監控，以防止盜竊。更衣和淋浴區為可上鎖的獨立浴室及廁所，沒有桑拿及蒸氣浴室。
24/7 採用特許經營與直營結合的模式，特許經營和直營店各佔一半。大部分特許經營屬「合作加盟」，少數為「特許加盟」。隨著新冠疫情影響，租金下降，一些業主主動與 24/7 接洽租用店舖。 24/7 多選址於缺乏健身中心的舊樓、屋邨、私人屋苑及商業區。
24/7 的主要賣點是按月收費，避免了傳統健身中心需預繳大筆費用並延長回本期。 傳統健身中心通常兩個月即可收支平衡，但 24/7 需一年才能盈利。 穩定後，每間分店每月純利可達六位數港幣。裝修期間會預售會籍，確保開張時已有一定收入。黃靜怡負責系統安裝、營運及推廣策略，而創辦拍檔負責前線工作並兼任健身教練。

## 意外
2021年4月27日清晨6時許，41歲香港明愛職業治療師到上水天平商場24/7健身室進行重力訓練時遭槓鈴壓住胸部並暈倒，數分鐘後其他客人發現他昏迷在史密夫架重量訓練器附近，報案後傷者送北區醫院急救，惟情況一直危殆，搶救6日後於5月2日不治，24/7對傳媒多番查詢事件詳情並無回應。

## 出賣會員個人資料
24/7 FITNESS向會員修改合約附錄文件，加入將生物資料用於統計和直銷的條款，引發會員關注，私隱專員公署指已就事件接獲查詢及投訴，已主動展開審查。

## 男廁內安裝閉路電視拍攝會員如廁
連鎖健身中心「24/7 Fitness」馬鞍山第三分店近日被曝光，在男廁走廊位安裝閉路電視鏡頭，有會員質疑該鏡頭可直接拍攝到尿兜位置，擔心私隱問題。該會員指，當日曾向分店員工投訴，但對方回應指「角度睇唔到」。
https://www.hk01.com/%E7%A4%BE%E6%9C%83%E6%96%B0%E8%81%9E/60258213/24-7%E5%88%86%E5%BA%97%E7%94%B7%E5%BB%81%E8%A3%9D%E9%96%89%E8%B7%AF%E9%9B%BB%E8%A6%96-%E7%A7%81%E9%9A%B1%E5%85%AC%E7%BD%B2-%E5%AF%A6%E5%9C%B0%E8%A6%96%E5%AF%9F-%E9%8F%A1%E9%A0%AD%E5%B7%B2%E8%A2%AB%E6%8B%86%E9%99%A4

## 資料來源
1. 1 2 3 4 5 6 7 8 9  . 香港01. 2020年1月16日  [2024年7月8日]. （原始内容存档于2025年1月22日）.（繁體中文）
2. ↑  . 24/7 Fitness. 2025年7月31日.（繁體中文）
3. ↑  . 24/7 Fitness. 2025年3月8日.（繁體中文）
4. ↑  . 24/7 Fitness.   [2024-07-08]. （原始内容存档于2024-11-24）.（繁體中文）
5. ↑  . 24/7 Fitness. 2024年3月14日  [2024年7月8日]. （原始内容存档于2024年12月11日）.（繁體中文）
6. 1 2  . 星島日報. 2024年9月14日  [2024年9月14日]. （原始内容存档于2024年9月14日）.（繁體中文）
7. ↑  . 香港經濟日報. 2024年9月27日.（繁體中文）
8. 1 2  . 香港01. 2020年1月16日  [2024年7月8日]. （原始内容存档于2025年1月27日）.（繁體中文）
9. 1 2  . 24/7 Fitness. 2018年7月12日  [2024年7月8日]. （原始内容存档于2024年7月8日）.（繁體中文）
10. ↑  . 24/7 Fitness. 2018年10月1日  [2024年7月8日]. （原始内容存档于2024年7月8日）.（繁體中文）
11. 1 2  . U Lifestyle. 2024年7月5日  [2024年7月8日]. （原始内容存档于2024年7月8日）.（繁體中文）
12. ↑  . 24/7 Fitness. 2021年10月15日  [2024年7月8日]. （原始内容存档于2024年7月8日）.（繁體中文）
13. ↑  . 24/7 Fitness. 2024年6月5日  [2024年7月8日]. （原始内容存档于2024年7月8日）.（繁體中文）
14. ↑  . 24/7 Fitness. 2019年12月9日  [2024年7月8日]. （原始内容存档于2024年7月8日）.（繁體中文）
15. ↑  . 24/7 Fitness. 2022年1月17日  [2024年7月8日]. （原始内容存档于2024年7月8日）.（繁體中文）
16. ↑  . 24/7 Fitness. 2024年5月1日  [2024年7月8日]. （原始内容存档于2024年7月8日）.（繁體中文）
17. ↑  . 24/7 Fitness. 2024年7月8日.（繁體中文）
18. ↑  . 信報網站 hkej.com.   [2025-02-09] （中文（香港））.
19. ↑  . 香港01. 2021年5月4日  [2024年7月8日]. （原始内容存档于2024年7月8日）.（繁體中文）

## 外部連結
- 24/7 Fitness官方網站 （页面存档备份，存于）
- 美容純JYUN官方網站 （页面存档备份，存于）
- 24/7 Fitness Facebook專頁 （页面存档备份，存于）
- 24/7 Fitness Instagram網頁